# Joaquín de Villalba
Joaquín de Villalba y Guitarte (Mirambel, Teruel; 9 de septiembre de 1752-Madrid, 4 de abril de 1807) fue un historiador, epidemiólogo y veterinario español de la Ilustración.

## Biografía
Nació en Mirambel, Teruel en 1752. Era hijo del segundo matrimonio del infanzón José Lamberto de Villalba y Moles con Nicolasa Guitarte Pastor. En 1774 aprobó las oposiciones de cirujano romancista en Zaragoza y al año siguiente casó en Zaragoza con María Simona García Huguet (14 de mayo de 1775).  Ejerce en diversos pueblos de Aragón y en 1778 se titula de cirujano latinista y en 1780 de bachiller en cirugía. Es segundo ayudante de cirugía en San Roque (Cádiz), durante el asedio a Gibraltar; asciende a primer ayudante. Allí conoce a Antonio Gimbernat, futuro director del Colegio de Cirugía de San Carlos de Madrid, amigo que le será fundamental. Por entonces empieza a investigar en bibliotecas andaluzas para una gran obra bibliográfica sobre la historia de la medicina española. Entre 1783 y 1789 ejerce de cirujano militar en Zaragoza, en el Regimiento de Caballería del Infante, y continúa con su proyecto de realizar una monumental Biblioteca Universal Médico Quirúrgica a semejanza de la francesa de Jean Jacques Manguet; propone el plan a la consideración de Floridablanca en 1787 para que lo financie y, dos años más tarde, gracias al dictamen favorable de su amigo Antonio Gimbernat, Floridablanca accede; la obra se llamará Historia Universal de la Cirugía Médica Española; para facilitar la tarea Floridablanca lo agrega, como responsable de la Biblioteca, al Colegio de Cirugía de San Carlos, a fin de que trabaje en esta obra. Por entonces había investigado sobre el uso del trépano en los traumatismos craneales y escrito un discurso sobre el tema que leyó en la Real Sociedad Aragonesa de Amigos del País y luego en el Colegio de Cirugía de San Carlos. Se mudó a Madrid con su mujer, seis hijos, sus padres y una hermana. Hasta 1794 se pasa trabajando en la obra y pidiendo dinero para libros; pero en 1795 se ve implicado en la Conspiración de San Blas, es denunciado por uno de sus amigos y pasa catorce meses en prisión y cuatro en destierro de la Corte.
Pero su salud está muy menguada, tiene temblores y cataratas y precisa amanuenses para escribir; se le indulta en 1797 y en 1798 es liberado. Pide entonces dinero para continuar y ofrece los tres tomos que ya tiene terminados de la obra en garantía; en septiembre de ese año se le nombra catedrático de hipofisiología de la Real Escuela de Veterinaria, con lo que prácticamente más que se le duplica el sueldo de Bibliotecario; el nombramiento fue posiblemente a instancias de Godoy. Eso despierta suspicacias y le supone enemistades en el Colegio de cirugía de San Carlos; le acusan de haber escrito sólo tres tomos de los catorce prometidos. En 1801 se le retira el sueldo de bibliotecario. Sin embargo en 1802 publica los dos volúmenes de su gran obra Epidemiología española..., aunque la Inquisición mantuvo algunas acusaciones contra determinados párrafos. Para esta obra utilizó fundamentalmente historiadores locales españoles, las magnas obras bibliográficas de Nicolás Antonio y, como ha desvelado Vicente Peset Llorca, las Bibliothecae de Albrecht von Haller. En 1803 ingresa en la Real Academia de Medicina de Madrid. Muere en 1807. Le sobrevivieron sus hijos Julián de Villalba y García, subsecretario del Ministerio de Estado y miembro de la Orden de Carlos III (1836) y Antonio de Villalba y García, Oficial Jefe de Mesa y Archivero de la Secretaría del Despacho de Hacienda, igualmente en la Orden de Carlos III (1838).
Dejó doce volúmenes de obra manuscrita, muchos de ellos obras empezadas y no conclusas. Ulteriormente hubo una gran polémica sobre si los historiadores decimonónicos de la medicina española Anastasio Chinchilla y Antonio Hernández Morejón utilizaron o no las fichas y manuscritos de Antonio de Villalba para sus obras. Es difícil saberlo.

## Obras
- Disertacion sobre el uso del trepano en los golpes y heridas de cabeza y otras enfermedades, 1789, manuscrito.
- Epidemiología española ó historia cronológica de las pestes, contagios, epidemias y epizootias que han acaecido en España desde la venida de los cartagineses hasta el año 1801, con noticia de algunas otras enfermedades de esta especie que han sufrido los españoles en otros reynos, y de los autores nacionales que han escrito sobre esta materia, asi en la peninsula como fuera de ella, Madrid, Mateo Repullés, 1802 (tomo II); Madrid: imprenta de Fermín Villalpando, 1803 (tomo I). Reeditada en versión bilingüe (español/inglés), con estudio preliminar de Antonio Carreras Panchón con el título Joaquín de Villalba (1752-1807) y los orígenes de la historiografía médica española (Málaga: Universidad, 1984, 2 vols.)
- Elementos de materia médica veterinaria y terapéutica, manuscrito inédito.
- Diccionario de Higiene y Economía Rural veterinaria, 5 vols. manuscritos perdidos.